# Мері Берд
Мері Берд (англ. Mary Beard, 1 січня 1955) — професорка класики в Кембріджському університеті й співробітниця Ньюнхем-коледжу; також редакторка класичного розділу в The Times Literary Supplement (літературний додаток The Times), авторка блогу «A Don's Life», який публікується як постійна колонка в The Times. Часті виступи для засобів масової інформації, а іноді й спірні публічні заяви, принесли їй популярність та звання «найвідомішої дослідниці класики Англії». Феміністка.

## Ранні роки і освіта
Мері Берд, єдина дитина в сім'ї, народилася 1 січня 1955 року в Мач-Венлок, Шропшир. Батько, Рой Вітбред Берд, працював архітектором у Шрусбері. Мати, Емілі Джойс Берд, була захопленою читачкою. Мері вступила у Direct grant grammar school. Влітку брала участь в археологічних розкопках, спочатку аби заробити гроші для відпочинку, але пізніше несподівано почала цікавитись вивченням античності.
У 18 років Мері пройшла співбесіду до Ньюнхем-коледжу, Кембридж, а також успішно склала обов'язковий іспит. Крім того, хотіла вступати до Королівського коледжу в Кембриджі, але відмовилась від задуму, коли виявилось, що цей коледж не надає стипендій жінкам. Навчаючись на першому курсі, Берд відчувала зневажливе ставлення чоловіків до академічного потенціалу жінок, і це тільки зміцнювало її рішучість домогтися успіху. Також стала прибічницею феміністичних поглядів, які залишаються важливими в її подальшому житті. Зрештою Берд здобула магістерський ступінь в Ньюнхемі і залишилися в Кембриджі для здобуття ступеня PhD.
В 1985 році Берд одружилася з Робіном Кормаком Сінклером. В 1985 році народила дочку, а в 1987 — сина.

## Кар'єра
З 1979 по 1983 рік Берд викладала класичне мистецтво в Королівському коледжі Лондона. Повернулася в Кембридж в 1984 році як наукова співробітниця Ньюнхем-коледжу і стала єдиною жінкою-викладачкою факультету класики. Праця «Rome in the Late Republic», написана у співавторстві з кембриджським антикознавцем Майклом Кроуфордом, опублікована того ж року. 1992 року стала редакторкою розділу класики в «The Times Literary Supplement».
Незабаром після атаки 11 вересня 2001 року на Всесвітній торговий центр Берд опинились серед авторів, яким видавці London Review of Books запропонували написати кілька статей. Вона висловила думки, які стали дуже популярними під узагальненою назвою «On the Justice of Roosting Chickens» («Аргументи на захист квочок»), за книгою Варда Черчилля «On the Justice of Roosting Chickens: Reflections on the Consequences of U.S. Imperial Arrogance and Criminality». У листопаді 2007 року Берд визнала, що ворожість до цих коментарів все ще не вляглася, хоча вона вважає, що подала стандартну точки зору: тероризм був пов'язаний із американською зовнішньою політикою.
У 2004 році Мері Берд стала професоркою класики в Кембриджі.
В 2008—2009 читала серію лекцій «Roman Laughter» на запрошення в Каліфорнійського університету в Берклі, Каліфорнія.

## Основні роботи
- Rome in the Late Republic (with Michael Crawford, 1985, revised 1999); ISBN 0-7156-2928-X
- The Good Working Mother's Guide (1989); ISBN 0-7156-2278-1
- Pagan Priests: Religion and Power in the Ancient World (as editor with John North, 1990); ISBN 0-7156-2206-4
- Classics: A Very Short Introduction (with John Henderson, 1995); ISBN 0-19-285313-9
- Religions of Rome (with John North and Simon Price, 1998); ISBN 0-521-30401-6 (vol. 1), ISBN 0-521-45015-2 (vol. 2)
- The Invention of Jane Harrison (Harvard University Press, 2000); ISBN 0-674-00212-1
- Classical Art from Greece to Rome (with John Henderson, 2001); ISBN 0-19-284237-4
- The Parthenon (Harvard University Press, 2002); ISBN 1-86197-292-X
- The Colosseum (with Keith Hopkins, Harvard University Press, 2005); ISBN 1-86197-407-8
- The Roman Triumph (Harvard University Press, 2007); ISBN 0-674-02613-6
- Pompeii: The Life of a Roman Town (2008); ISBN 1-86197-516-3 (U.S. title: The Fires of Vesuvius: Pompeii Lost and Found; Harvard University Press)